# Utö gruvor
Utö gruvor är ett antal nedlagda järnmalmsgruvor belägna på norra Utö i Stockholms södra skärgård. 

## Historik
Historiskt sett anses de vara Sveriges äldsta järnmalmsgruvor, eftersom brytning torde ha skett där redan på 1100-talet, vilket indikerats av ett slaggfynd i Visby. Slaggen visade spår av den sällsynta lithiumamfibolen holmquistit, ett mineral som endast förekommer på Utö. Fyndets betydelse är dock omtvistad.
Äldsta belägget på gruvdrift härrör från 1544 gruvor sägs finnas på byn Tremas ägor.  Trema bys ägor omfattade då det som tidigare utgjort en egen ö norr om Kyrkviken och Södra Fladen. Trema gavs 1442 i morgongåva av Erengisle Nilsson på Hammersta till sin hustru Brita Olofsdotter (Tott). Hon sålde 1494 Trema till Sten Sture den äldre som efter en längre tvist fick besittning av ön. Efter honom tillföll Trema 1528 Gustav Vasa.
Verksamheten utökades i större skala i början på 1600-talet när nya malmfyndigheter gjordes och då Finngruvan och Långgruvan togs upp. En silvergruva öppnades 1607 i områdets nordligaste del och vad som där bröts under några år var en silverhaltig blyglans. Silvergruvans håla går ännu att beskåda. 
Enligt en skrift från 1624 fanns nio gruvor, varav de djupaste schakten mätte cirka 16-17 meter. Totalt bröts cirka 2,5 miljoner ton.
Utö gruvor tillhörde under större delen av 1600-talet ätten Bielkenstierna. 1684 drogs de dock in till kronan och arrenderades ut. Då ryssarna 1719 brände all bebyggelse på Utö förstördes även gruvorna. Bruten malm tippades i sjön, husgrunder bröts upp och varpsten tippades i gruvhålen som vattenfylldes. Man lyckades dock återuppta gruvdriften och malmbrytningen kulminerade under perioden 1750 till 1850.
1766 togs det första gruvorten upp vid gruvorna. Malmen fraktades under en tid på 1600-talet till en masugn på Ornö, men kom senare att bearbetas vid bruk efter hela den svenska kusten, utömalm fraktades även till masugnar i Finland. 1804 övertogs driften av Utö Gruvbolag som bildades av ett konsortium av 19 järnbruk som köpte hela Utö med gårdar och allt. Gruvbrytningen lades ned 1879, men 1942 köpte Ställbergs Gruv AB norra delen av Utö med avsikt att bryta bly, zink och uran. Man genomförde omfattande provborrningar och planerade även under 1950-talet anläggandet av en stor hamn. Av planerna blev dock intet och 1973 sålde bolaget området till Skärgårdsstiftelsen.

### Upptäckt av litium
År 1800 upptäckte brasilianaren José Bonifácio de Andrada e Silva mineralet petalit i prov från en pegmatit från Utö järnmalmsgruva.  1817 analyserades detta mineral av Johan August Arfwedson, som därvid upptäckte grundämnet litium. Arfwedson arbetade då i laboratoriet hos Jöns Jakob Berzelius.

## Sju av Utös gruvor
- Finngruvan, malmen levererades till hyttor i Finland.
- Liljebergsgruvorna, uppkallade efter en av gruvornas föreståndare.
- Långgruvan, 75 m djup, schaktet är avlångt eftersom det följer en långsträckt malmåder.
- Nyköpingsgruvan, även kallad Storgruvan. Malmen levererades till hyttor utanför Nyköping.
- Skogsgruvan, efter läget i skogen.
- Spensgruvan, ett likhetsnamn efter en spene.
- Storgruvan, densamma som Nyköpingsgruvan, är med djupet 215 m den största av gruvorna.
- Östra Brottgruvan, läget i förhållande till malmkroppen är östligt.

## Bilder

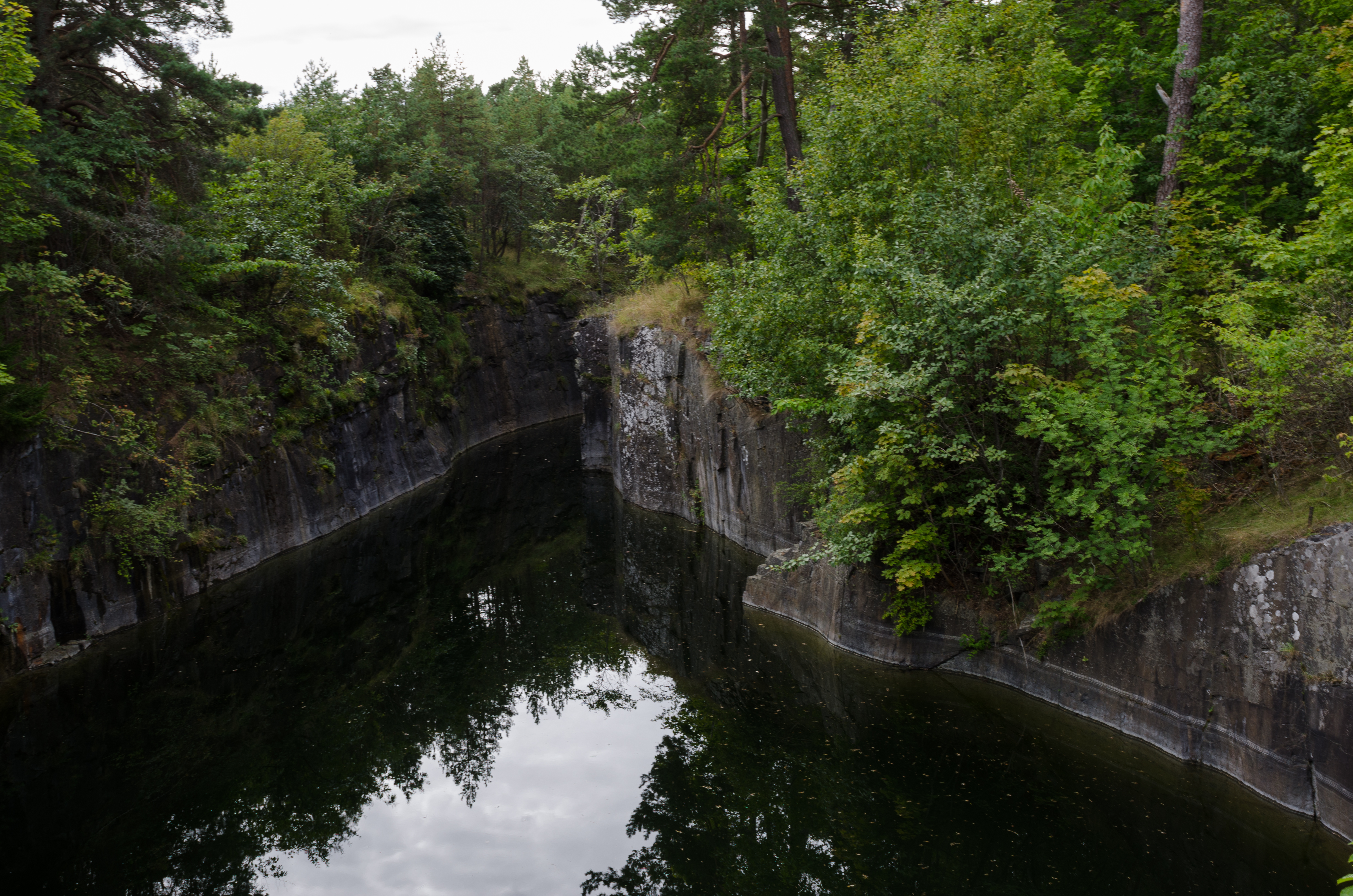
Spensgruvan.
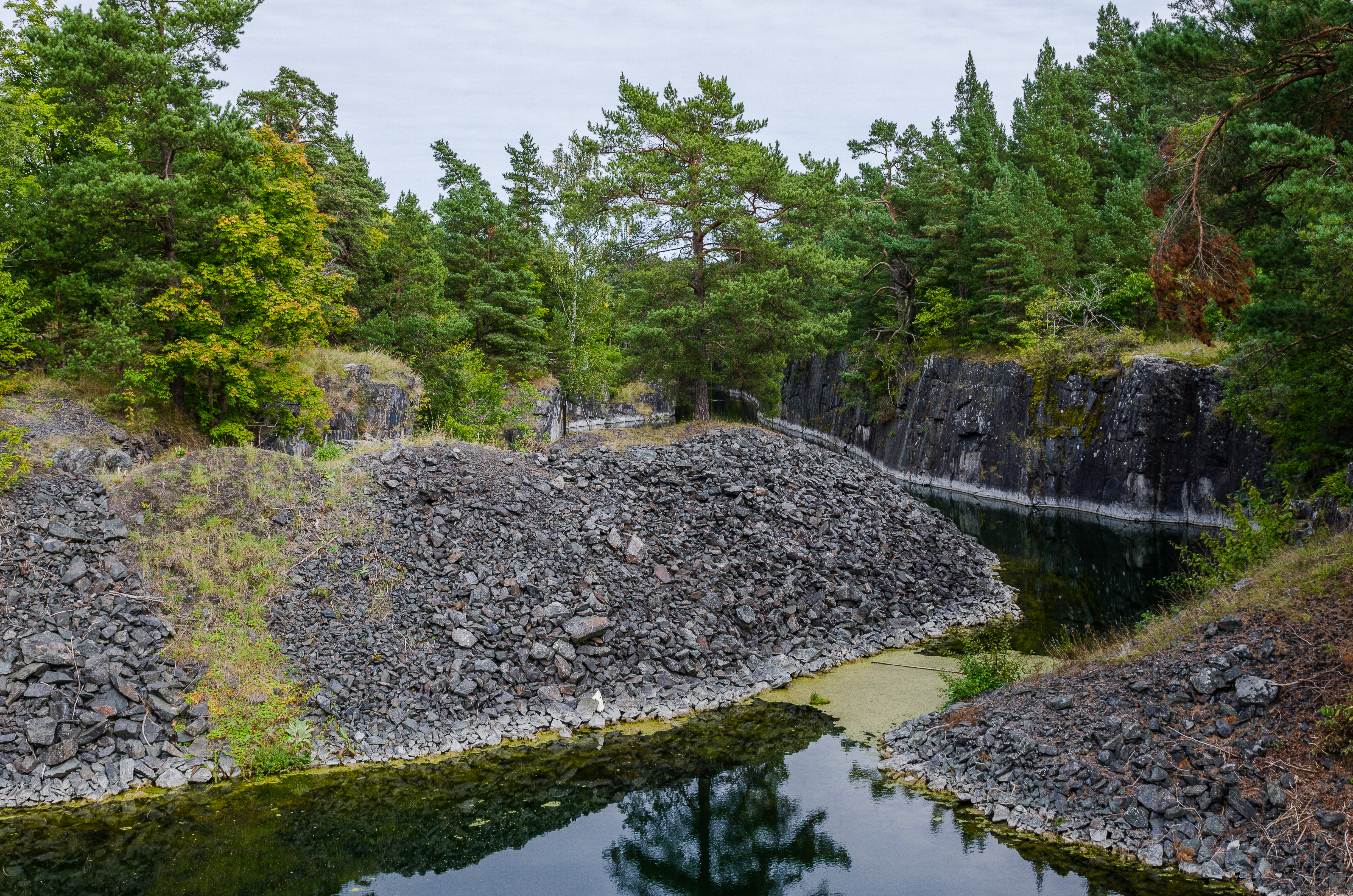
Långgruvan.
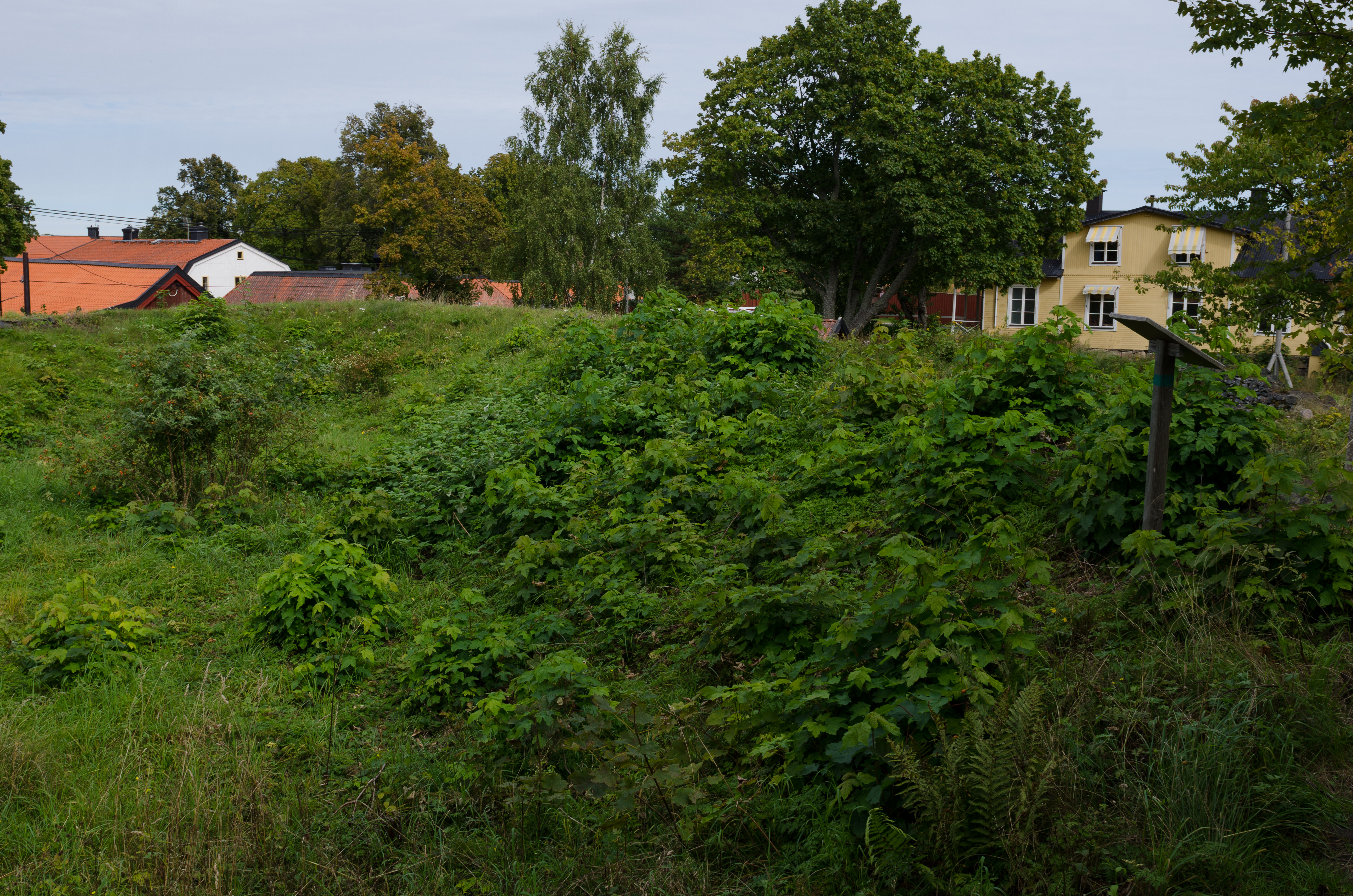
Resterna av en bassäng för uppumpat vatten från gruvschakten.